# Aeolochroma subrubella
Aeolochroma subrubella là một loài bướm đêm trong họ Geometridae.